# بازترکیب پلاسما

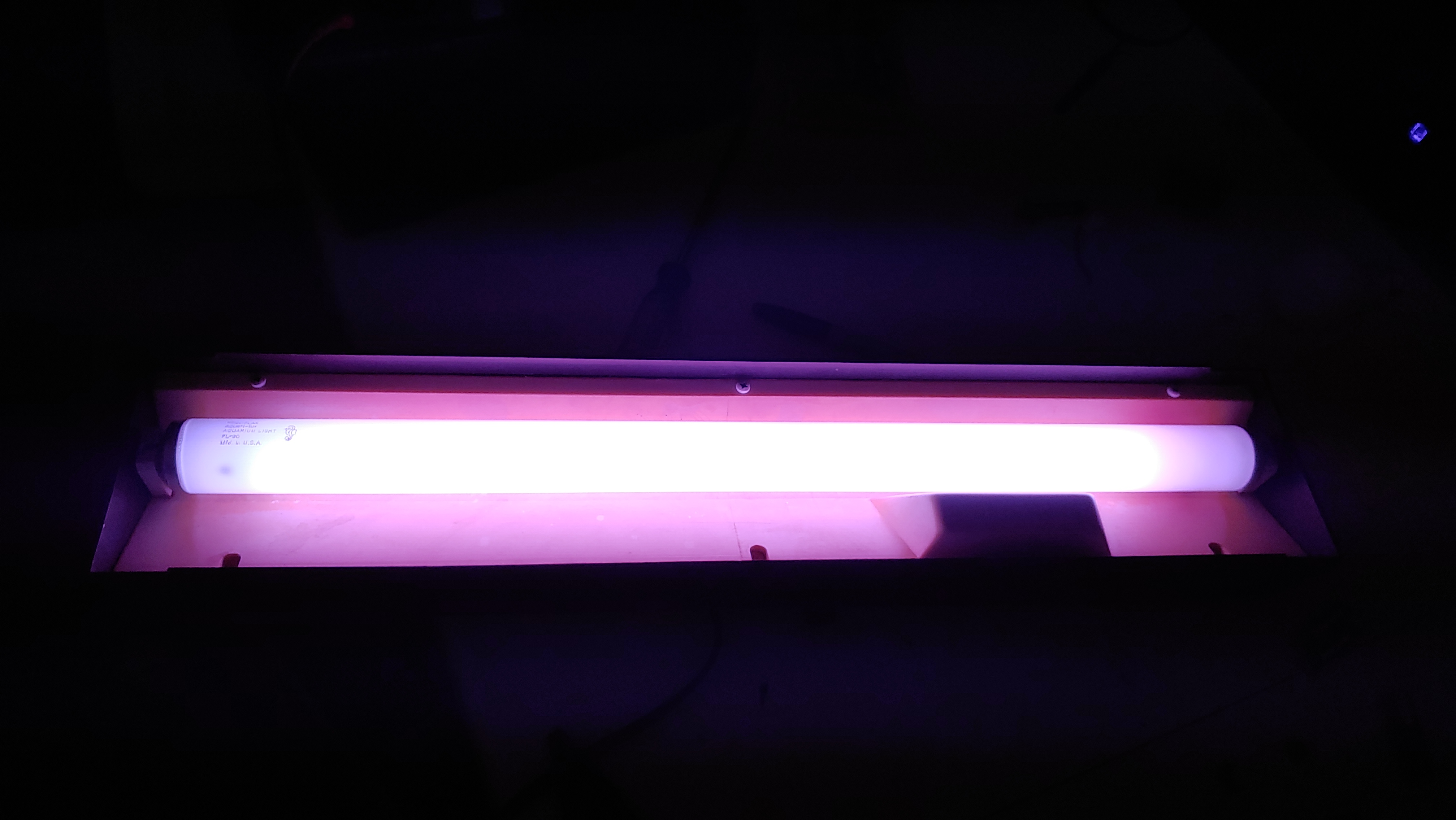
یک نمونه از بازترکیب پلاسما در قطع جریان الکتریکی در لامپ فلورسنت دیده می‌شود.

بازترکیب پلاسما (انگلیسی: Plasma recombination) فرایندی است که طی آن یون‌های مثبت پلاسما الکترون آزاد را گرفته و با الکترون‌ها یا یون‌های منفی ترکیب شده و اتم‌های خنثی جدیدی (گاز) را تشکیل می‌دهند. فرایند بازترکیب پلاسما را می‌توان به صورت معکوس فرایند یونش توصیف کرد که به موجب آن شرایط به پلاسما اجازه می‌دهد تا به حالت گاز برگردد. بازترکیب یک فرایند گرمازا است، بدین معنی که پلاسما بخشی از انرژی درونی خود را معمولاً به شکل گرما آزاد می‌کند. به جز پلاسمای متشکل از هیدروژن خالص (یا ایزوتوپ‌های آن)، یون‌های باردار چند برابری نیز ممکن است وجود داشته باشد؛ بنابراین، گرفتن تک الکترون منجر به کاهش بار یون می‌شود، اما نه لزوماً در یک اتم یا مولکول خنثی.
بازترکیب معمولاً در کل حجم پلاسما صورت می‌گیرد (بازترکیب حجمی)، اگرچه در برخی موارد محدود به ناحیه خاصی از آن است. هر نوع واکنش حالت بازترکیب نامیده می‌شود و سرعت تک‌تک آنها به شدت تحت تأثیر خواص پلاسما مانند انرژی (گرما)، چگالی هر گونه، فشار و دمای محیط اطراف آن است.

## نمونه‌ها
یک مثال روزمره از بازترکیب سریع پلاسما زمانی رخ می‌دهد که لامپ فلورسنت خاموش شود. پلاسمای کم‌چگالی در لامپ (که با بمباران پوشش فلورسنت در داخل دیوار شیشه ای نور تولید می‌کند)، پس از حذف میدان الکتریکی مولد پلاسما با خاموش کردن منبع برق، در کسری از ثانیه بازترکیب می‌شود.
حالت‌های بازترکیب هیدروژن در توسعه ناحیه منحرف‌کننده در رآکتورهای توکامک اهمیت حیاتی دارند. در واقع آنها راه خوبی برای استخراج انرژی تولید‌شده در هسته پلاسما خواهند داشت. در حال حاضر، اعتقاد بر این است که محتمل‌ترین حالت‌های مشاهده‌شده اتلاف پلاسما در ناحیه بازترکیب به دلیل دو حالت مختلف است: بازترکیب یون الکترون (EIR) و بازترکیب فعال مولکولی (MAR).

## جدول
| بهاز   | جامد   | مایع  | گاز      | پلاسما |
| ------ | ------ | ----- | -------- | ------ |
| جامد   |        | ذوب   | تصعید    |        |
| مایع   | انجماد |       | تبخیر    |        |
| گاز    | چگالش  | میعان |          | یونش   |
| پلاسما |        |       | بازترکیب |        |